# Simone Derix
Simone Derix (* 1973) ist eine deutsche Historikerin.

## Leben
Von 1993 bis 2000 studierte sie Mittlere und Neuere Geschichte, deutsche Philologie, Romanistik und Politikwissenschaft an den Universitäten Köln und Bologna. 2006 erfolgte die Promotion in Köln. Von 2007 bis 2013 war sie wissenschaftliche Mitarbeiterin in Köln, Duisburg-Essen und München sowie ab 2009 Nachwuchsgruppenleiterin. 2014 habilitierte sie sich in München mit einer Studie zu transnationalen Familien- und Vermögensbeziehungen im 19. und 20. Jahrhundert. Im Kollegjahr 2013/14 war sie als Förderstipendiatin am Historischen Kolleg in München. 2014–2015 nahm sie eine Professurvertretung an der Universität Mainz wahr. Seit dem 1. Oktober 2018 ist sie Inhaberin des Lehrstuhls für Neueste Geschichte und Zeitgeschichte an der Friedrich-Alexander-Universität Erlangen-Nürnberg.
Ihre Forschungsschwerpunkte sind Geschichte Europas im 19. und 20. Jahrhundert in ihren transnationalen und globalen Bezügen, Geschichte von Reichtum, Vermögen und Eigentumsordnungen, Kulturgeschichte des Politischen in internationaler Perspektive sowie Familien- und Verwandtschaftsgeschichte.

## Schriften (Auswahl)
- Bebilderte Politik. Staatsbesuche in der Bundesrepublik Deutschland 1949–1990. Göttingen 2009, ISBN 978-3-525-37005-6.
- mit Joachim Eibach, Philip Hahn, Elizabeth Harding, Margareth Lanzinger und Inken Schmidt-Voges (Hrsg.): Das Haus in der Geschichte Europas. Ein Handbuch. Berlin 2015, ISBN 3-11-035888-3.
- Die Thyssens. Familie und Vermögen. Paderborn 2016, ISBN 978-3-657-77974-1.
- mit Margareth Lanzinger (Hrsg.): Housing Capital. Resource and Representation. München 2017, ISBN 978-3-11-053224-1.